# لشنو
لشنو (به لاتین: Leszno) یک منطقهٔ مسکونی در لهستان است که در استان لهستان بزرگ‌تر واقع شده‌است. لشنو ۳۱٫۹ کیلومتر مربع مساحت و ۶۴٬۶۱۲ نفر جمعیت دارد.

## خواهرخوانده
شهرهای زول (آلمان) و مونلوسون خواهرخوانده‌های لشنو هستند.